# Mordellina koikei
Mordellina koikei là một loài bọ cánh cứng trong họ Mordellidae. Loài này được Tokeji miêu tả khoa học năm 1953.